# Without Me (Halsey)
Without Me is een nummer van de Amerikaanse zangeres Halsey uit 2018.
De brug van het nummer bevat een interpolatie van "Cry Me a River" van Justin Timberlake. "Without Me" werd vooral in de westerse wereld een grote hit. Het werd een nummer 1-hit in de Amerikaanse Billboard Hot 100. In de Nederlandse Top 40 haalde het nummer de 14e positie, en in de Vlaamse Ultratop 50 de 17e.